# Bittacus triangularis
Bittacus triangularis är en näbbsländeart som beskrevs av Syuti Issiki 1929. Bittacus triangularis ingår i släktet Bittacus och familjen styltsländor. Inga underarter finns listade i Catalogue of Life.